# Blairsburg
Blairsburg est une ville du comté de Hamilton, en Iowa, aux États-Unis.

## Source de la traduction
- (en) Cet article est partiellement ou en totalité issu de l’article de Wikipédia en anglais intitulé « Blairsburg, Iowa » (voir la liste des auteurs).